# ليليان هيكي
ليليان هيكي هي لاعب كرة قاعدة كندية، ولدت في 8 سبتمبر 1922 في نيلسون في كندا، وتوفيت في 25 سبتمبر 1965.